# Henry Wellcome
Henry Solomon Wellcome (21 de agosto de 1853-25 de julio de 1936) fue un empresario farmacéutico británico estadounidense.

## Trayectoria
Fundó la compañía farmacéutica Burroughs Wellcome & Company con su colega Silas Burroughs en 1880, que es una de las cuatro grandes compañías que finalmente se fusionarán para formar GlaxoSmithKline. Además, dejó una gran cantidad de capital para obras de caridad en su testamento, que se utilizó para formar el Wellcome Trust, una de las organizaciones benéficas médicas más grandes del mundo. También fue un gran coleccionista de artefactos médicos que ahora se muestran en la Colección Wellcome.

## Obra
- Alte cymrische Heilkunde : ein Abdruck des historischen Andenkens. Burroughs Wellcome, London. (Edición digital de la University and State Library Düsseldorf)
- The Story of Metlakahtla.  Londres; New York: Saxon, 1887.